# San Juan (fiume Tamaulipas)
Il fiume San Juan (Rìo San Juan) è il fiume più grande e più importante nello stato messicano di Nuevo León; scorre in un'area molto arida. 

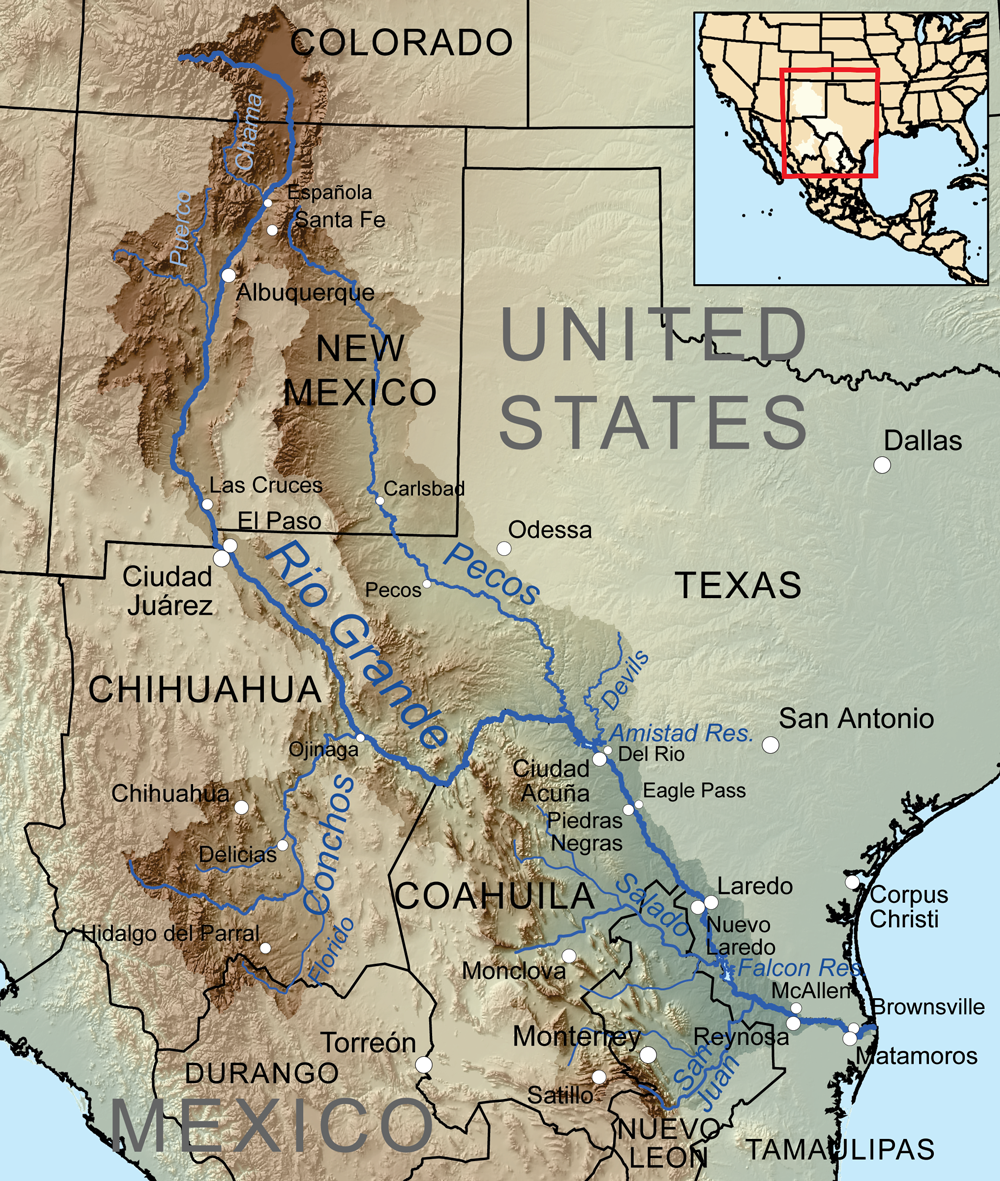
Mappa del fiume San Juan

Il fiume alimenta la diga di El Cuchillo, che fornisce acqua alla città di Monterrey. Il bacino del fiume San Juan ha una superficie totale di 33.538 chilometri quadrati. 
Il fiume San Juan è un affluente del Rio Grande (Rio Bravo), che è il quarto più grande bacino fluviale del Nord America. Le sue sorgenti sono a Coahuila, nella Sierra Madre orientale; scorre poi attraverso il Nuevo León e a Tamaulipas finalmente si unisce al Rio Grande vicino a Camargo.
Il suo bacino è compreso nel bioma dei Bacini xerici ed endoreici e costituisce l'ecoregione d'acqua dolce nº 138 della lista Global 200. Come molte regioni xeriche, il fiume San Juan è caratterizzato da un alto endemismo per ciò che riguarda la fauna d'acqua dolce.